# Armenia na Letnich Igrzyskach Olimpijskich 2016
Armenię na Letnich Igrzyskach Olimpijskich 2016 reprezentowało 32 zawodników: 24 mężczyzn i osiem kobiet. Był to szósty start reprezentacji Armenii na letnich igrzyskach olimpijskich.

## Zdobyte medale
| Medal  | Zawodnik           | Dyscyplina           | Konkurencja                           | Rezultat                                                 | Data        |
| ------ | ------------------ | -------------------- | ------------------------------------- | -------------------------------------------------------- | ----------- |
| Złoto  | Artur Aleksanian   | Zapasy               | styl klasyczny waga do 98 kg mężczyzn | W finale pokonał reprezentanta Kuby Yasmany Lugo Cabrera | 16 sierpnia |
| Srebro | Simon Martirosjan  | Podnoszenie ciężarów | waga do 105 kg mężczyzn               | 417 kg                                                   | 15 sierpnia |
| Srebro | Mihran Harutiunian | Zapasy               | styl klasyczny waga do 66 kg mężczyzn | W finale uległ reprezentantowi Serbii Davor Štefanek     | 16 sierpnia |
| Srebro | Gorr Minasjan      | Podnoszenie ciężarów | waga powyżej 105 kg mężczyzn          | 451 kg                                                   | 16 sierpnia |

## Skład kadry

### Boks
Mężczyźni
| Zawodnik           | Konkurencja          | 1/16             | 1/8              | Ćwierćfinał      | Półfinał         | Finał            | Finał   | Źródło |
| Zawodnik           | Konkurencja          | Przeciwnik Wynik | Przeciwnik Wynik | Przeciwnik Wynik | Przeciwnik Wynik | Przeciwnik Wynik | Miejsce | Źródło |
| ------------------ | -------------------- | ---------------- | ---------------- | ---------------- | ---------------- | ---------------- | ------- | ------ |
| Artur Howhannisjan | waga papierowa       | Carmona P 0-}\3  | NQ               | NQ               | NQ               | NQ               | NQ      | [ 3 ]  |
| Narek Abgarian     | waga musza           | Serugo W 2-1     | Hu P 0-3         | NQ               | NQ               | NQ               | NQ      | [ 4 ]  |
| Aram Awagian       | waga kogucia         | Morisaka W 2-1   | Conlan P 0-3     | NQ               | NQ               | NQ               | NQ      | [ 5 ]  |
| Howhannes Baczkow  | waga lekkopółśrednia | Arcon W 1-2      | Hu P 1-2         | NQ               | NQ               | NQ               | NQ      | [ 6 ]  |
| Władimir Margarjan | półśrednia           | Hill W 3-0       | Iglesias P TKO   | NQ               | NQ               | NQ               | NQ      | [ 7 ]  |

### Gimnastyka
Mężczyźni
| Zawodnik           | Konkurencja  | Kwalifikacje | Kwalifikacje | Kwalifikacje | Kwalifikacje | Kwalifikacje | Kwalifikacje | Kwalifikacje | Kwalifikacje | Finał    | Finał    | Finał    | Finał    | Finał    | Finał    | Finał  | Finał   | Źródło |
| Zawodnik           | Konkurencja  | Przyrząd     | Przyrząd     | Przyrząd     | Przyrząd     | Przyrząd     | Przyrząd     | Razem        | Pozycja      | Przyrząd | Przyrząd | Przyrząd | Przyrząd | Przyrząd | Przyrząd | Razem  | Pozycja | Źródło |
| Zawodnik           | Konkurencja  | F            | PH           | R            | V            | PB           | HB           | Razem        | Pozycja      | F        | PH       | R        | V        | PB       | HB       | Razem  | Pozycja | Źródło |
| ------------------ | ------------ | ------------ | ------------ | ------------ | ------------ | ------------ | ------------ | ------------ | ------------ | -------- | -------- | -------- | -------- | -------- | -------- | ------ | ------- | ------ |
| Artur Dawtian      | skoki        | N/A          | N/A          | N/A          | 14,566       | N/A          | N/A          | 14,566       | 11.          | NQ       | NQ       | NQ       | NQ       | NQ       | NQ       | NQ     | NQ      | [ 8 ]  |
| Harutiun Merdinian | koń z łękami | N/A          | 15,583       | N/A          | N/A          | N/A          | N/A          | 15,583       | 4.           | N/A      | 15,583   | N/A      | N/A      | N/A      | N/A      | 14,933 | 7.      | [ 9 ]  |

Kobiety
| Zawodniczka    | Konkurencja            | Kwalifikacje | Kwalifikacje | Kwalifikacje | Kwalifikacje | Kwalifikacje | Kwalifikacje | Finał     | Finał     | Finał     | Finał     | Finał | Finał   | Źródło |
| Zawodniczka    | Konkurencja            | Przyrządy    | Przyrządy    | Przyrządy    | Przyrządy    | Razem        | Pozycja      | Przyrządy | Przyrządy | Przyrządy | Przyrządy | Razem | Pozycja | Źródło |
| Zawodniczka    | Konkurencja            | V            | UB           | BB           | F            | Razem        | Pozycja      | V         | UB        | BB        | F         | Razem | Pozycja | Źródło |
| -------------- | ---------------------- | ------------ | ------------ | ------------ | ------------ | ------------ | ------------ | --------- | --------- | --------- | --------- | ----- | ------- | ------ |
| Huri Gebeszian | wielobój indywidualnie | 14,016       | 13,666       | 13,266       | 12,900       | 53,848       | 38..         | NQ        | NQ        | NQ        | NQ        | NQ    | NQ      | [ 10 ] |

### Judo
| Zawodnik          | Konkurencja | 1/32             | 1/16               | 1/8                | Ćwierćfinał      | Półfinał         | Repasaże         | Finał/ 3.miejsce | Finał/ 3.miejsce | Źródło |
| Zawodnik          | Konkurencja | Przeciwnik Wynik | Przeciwnik Wynik   | Przeciwnik Wynik   | Przeciwnik Wynik | Przeciwnik Wynik | Przeciwnik Wynik | Przeciwnik Wynik | Pozycja          | Źródło |
| ----------------- | ----------- | ---------------- | ------------------ | ------------------ | ---------------- | ---------------- | ---------------- | ---------------- | ---------------- | ------ |
| Howhannes Dawtian | - 60 kg     | BYE              | Paischer W 100-000 | Mudranow P 000-001 | NQ               | NQ               | NQ               | NQ               | NQ               | [ 11 ] |

### Lekkoatletyka
Mężczyźni
Konkurencje techniczne
| Zawodnik       | Konkurencja | Kwalifikacje | Kwalifikacje | Finał | Finał   | Źródło |
| Zawodnik       | Konkurencja | Wynik        | Miejsce      | Wynik | Miejsce | Źródło |
| -------------- | ----------- | ------------ | ------------ | ----- | ------- | ------ |
| Lewon Aghasjan | trójskok    | 15,54        | 36.          | NQ    | NQ      | [ 12 ] |

Kobiety
Konkurencje biegowe
| Zawodnik          | Konkurencja        | Eliminacje | Eliminacje | Półfinał | Półfinał | Finał | Finał   | Źródło |
| Zawodnik          | Konkurencja        | Wynik      | Miejsce    | Wynik    | Miejsce  | Wynik | Miejsce | Źródło |
| ----------------- | ------------------ | ---------- | ---------- | -------- | -------- | ----- | ------- | ------ |
| Gajane Czilojan   | 200 m              | 25,03      | 66.        | NQ       | NQ       | NQ    | NQ      | [ 13 ] |
| Diana Chubeserjan | 200 m              | 25,16      | 67.        | NQ       | NQ       | NQ    | NQ      | [ 13 ] |
| Lilit Harutiunian | 400 m przez płotki | 1:03,13    | 48.        | NQ       | NQ       | NQ    | NQ      | [ 14 ] |

Konkurencje techniczne
| Zawodniczka      | Konkurencja | Kwalifikacje | Kwalifikacje | Finał | Finał   | Źródło |
| Zawodniczka      | Konkurencja | Wynik        | Miejsce      | Wynik | Miejsce | Źródło |
| ---------------- | ----------- | ------------ | ------------ | ----- | ------- | ------ |
| Amalija Szarojan | skok w dal  | 5,95         | 18.          | NQ    | NQ      | [ 15 ] |

### Pływanie
| Zawodnik          | Konkurencja            | Eliminacje | Eliminacje | Półfinał | Półfinał | Finał | Finał   | Źródło |
| Zawodnik          | Konkurencja            | Czas       | Miejsce    | Czas     | Miejsce  | Czas  | Miejsce | Źródło |
| ----------------- | ---------------------- | ---------- | ---------- | -------- | -------- | ----- | ------- | ------ |
| Wahan Mychitarian | 50 m dowolnym mężczyzn | 23,50      | 47.        | NQ       | NQ       | NQ    | NQ      | [ 16 ] |
| Monika Wasiljan   | 50m dowolnym           | DNS.       | DNS.       | NQ       | NQ       | NQ    | NQ      | [ 17 ] |

### Podnoszenie ciężarów
Mężczyźni
| Zawodnik            | Konkurencja  | Rwanie | Rwanie  | Podrzut | Podrzut | Razem  | Pozycja | Źródło |
| Zawodnik            | Konkurencja  | Wynik  | Pozycja | Wynik   | Pozycja | Razem  | Pozycja | Źródło |
| ------------------- | ------------ | ------ | ------- | ------- | ------- | ------ | ------- | ------ |
| Andranik Karapetian | -77 kg       | 174 kg | 2.      | DNF     | DNF     | DNF    | DNF     | [ 18 ] |
| Arakel Mirzojan     | -85 kg       | 158 kg | 10.     | DNF     | DNF     | DNF    | DNF     | [ 18 ] |
| Simon Martirosjan   | -105 kg      | 190 kg | 4.      | 227 kg  | 2.      | 417 kg | srebro  | [ 18 ] |
| Ṙuben Aleksanian    | ponad 105 kg | 195 kg | 4.      | 245 kg  | 2.      | 440 kg | 4.      | [ 18 ] |
| Gorr Minasjan       | ponad 105 kg | 210 kg | 2.      | 241 kg  | 4.      | 451 kg | srebro  | [ 18 ] |

### Strzelectwo
Mężczyźni
| Zawodnik        | Konkurencja               | Kwalifikacje | Kwalifikacje | Finał | Finał   | Źródło |
| Zawodnik        | Konkurencja               | Wynik        | Pozycja      | Wynik | Pozycja | Źródło |
| --------------- | ------------------------- | ------------ | ------------ | ----- | ------- | ------ |
| Hraczik Babajan | karabin pneumatyczny 10 m | 621,5        | 24.          | NQ    | NQ      | [ 19 ] |

### Zapasy
Mężczyźni - styl klasyczny
| Zawodnik           | Konkurencja | Kwalifikacje      | 1/8              | Ćwierćfinał           | Półfinał         | Repesaż 1        | Finał/ 3.miejsce | Finał/ 3.miejsce | Źródło |
| Zawodnik           | Konkurencja | Przeciwnik Wynik  | Przeciwnik Wynik | Przeciwnik Wynik      | Przeciwnik Wynik | Przeciwnik Wynik | Przeciwnik Wynik | Pozycja          | Źródło |
| ------------------ | ----------- | ----------------- | ---------------- | --------------------- | ---------------- | ---------------- | ---------------- | ---------------- | ------ |
| Mihran Harutiunian | -66 kg      | BYE               | Saleh W 4-0      | Ryu W 3-1             | Çunayev W 3-1    | BYE              | Štefanek P 1-3   | srebro           | [ 20 ] |
| Arsen Dżulfalakian | -75 kg      | Aleksandrow P 0-3 | NQ               | NQ                    | NQ               | NQ               | NQ               | 13.              | [ 21 ] |
| Maksim Manukian    | -85 kg      | Lőrincz P 0-3     | NQ               | NQ                    | NQ               | NQ               | NQ               | 16.              | [ 22 ] |
| Artur Aleksanian   | -98 kg      | BYE               | Timoncini W 3-1  | Alexuc-Ciurariu W 4-0 | İldem W 4-0      | BYE              | Lugo W 3-0       | złoto            | [ 23 ] |

Mężczyźni - styl wolny
| Zawodnik            | Konkurencja | Kwalifikacje     | 1/8              | Ćwierćfinał      | Półfinał         | Repesaż 1        | Repesaż 2        | Finał/3. miejsce | Finał/3. miejsce | Źródło |
| Zawodnik            | Konkurencja | Przeciwnik Wynik | Przeciwnik Wynik | Przeciwnik Wynik | Przeciwnik Wynik | Przeciwnik Wynik | Przeciwnik Wynik | Przeciwnik Wynik | Pozycja          | Źródło |
| ------------------- | ----------- | ---------------- | ---------------- | ---------------- | ---------------- | ---------------- | ---------------- | ---------------- | ---------------- | ------ |
| Garnik Mynacakanian | -57 kg      | BYE              | Rahimi P 0-4     | NQ               | NQ               | NQ               | NQ               | NQ               | 20.              | [ 24 ] |
| Dawit Safarian      | -65 kg      | BYE              | Chamizo P 1-3    | NQ               | NQ               | NQ               | NQ               | NQ               | 18.              | [ 24 ] |
| Gieorgij Kietojew   | -97 kg      | BYE              | Odikadze P 1-3   | NQ               | NQ               | NQ               | NQ               | NQ               | 14.              | [ 25 ] |
| Lewan Berianidze    | -125 kg     | BYE              | Deng W3-1        | Ligeti W 3-1     | Akgül P 1-3      | BYE              | BYE              | Saidow P 1-3     | 5.               | [ 26 ] |